# Port Angeles
Port Angeles és una població dels Estats Units i seu del comtat de Clallam a l'estat de Washington. Segons el cens del 2000 tenia 18.397 habitants. És la seu central del Parc Nacional Olímpic.

## Demografia
Segons el cens del 2000, Port Angeles tenia 18.397 habitants, 8.053 habitatges, i 4.831 famílies. La densitat de població era de 704 habitants per km².
Dels 8.053 habitatges en un 28,1% hi vivien nens de menys de 18 anys, en un 44% hi vivien parelles casades, en un 12,2% dones solteres, i en un 40% no eren unitats familiars. En el 34% dels habitatges hi vivien persones soles el 15,2% de les quals corresponia a persones de 65 anys o més que vivien soles. El nombre mitjà de persones vivint en cada habitatge era de 2,24 i el nombre mitjà de persones que vivien en cada família era de 2,84.
Per edats la població es repartia de la següent manera: un 23,7% tenia menys de 18 anys, un 8,6% entre 18 i 24, un 25,4% entre 25 i 44, un 23,9% de 45 a 60 i un 18,4% 65 anys o més.
L'edat mediana era de 40 anys. Per cada 100 dones de 18 o més anys hi havia 87,6 homes.
Entorn del 9,9% de les famílies i el 13,2% de la població estaven per davall del llindar de pobresa.

## Poblacions més properes
El següent diagrama mostra les poblacions més properes.